# Kawasaki Z 1 900

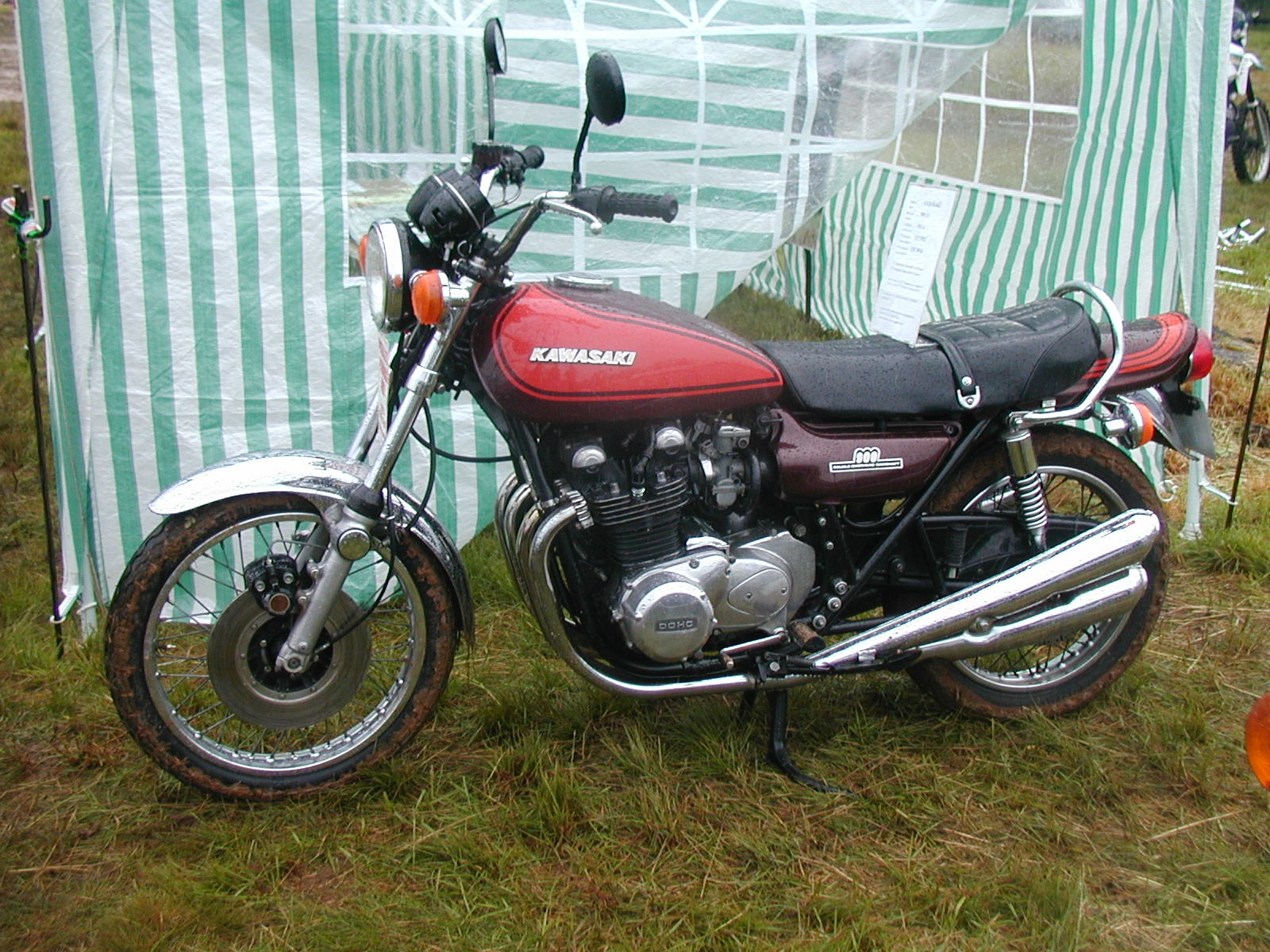
Kawasaki Z1 900

De Kawasaki Z1  is een motorfiets van het Japanse merk Kawasaki.
De Z1 werd in 1972 gepresenteerd als antwoord op de Honda CB 750 Four die al in 1969 op de markt was gekomen.
Kawasaki had al eerder een 750 cc-versie in ontwikkeling, maar door het onverwachte verschijnen van de genoemde Honda was men gedwongen deze machine te overtreffen. In de vroege jaren zeventig was het voor de Japanse fabrikanten zaak te Europese markt te veroveren met zware viertaktmotoren. Honda had altijd viertaktmotoren geproduceerd, maar Yamaha, Suzuki en Kawasaki hadden zich tot dan gericht op relatief lichte tweetaktmotoren.
De zwaarste Kawasaki's tot op dat moment waren de W 1 uit 1966, een 650 cc tweecilinder viertakt die gebaseerd was op de Meguro K1, die op zijn beurt weer een BSA A7-kopie was, en de H 2 750 Mach IV uit 1971, een snelle maar moeilijk te berijden en tamelijk onbetrouwbare driecilinder tweetakt.
De Kawasaki Z1 was op slag een succes. De machine had een viercilinder DOHC-motor en het opgegeven motorvermogen van 83 pk werd in de praktijk ruim overtroffen. De Z 1 kreeg dan ook de bijnaam "King of the Road".
In 1976 werd de Z 1 eerst opgevolgd door de Z900 en later door de Kawasaki Z 1000

## Specificaties
| Model            | Kawasaki Z 1  |
| Bouwjaar         | 1972-1976     |
| Aantal cilinders | 4 (lijnmotor) |
| Cilinderinhoud   | 903 cc        |
| Vermogen         | 60 kW (82 pk) |
| Koelsysteem      | luchtkoeling  |
| Tankinhoud       | 17 liter      |